# حول النمو والشكل (كتاب)
حول النمو والشكل كتاب للمؤلف الإسكتلندي وعالم الأحياء الرياضي دارسي وينتوورث طومسون (1860-1948). والكتاب كبير يبلغ 793 صفحة في الطبعة الأولى لعام 1917، ويبلغ 1116 صفحة في الطبعة الثانية من 1942، ويطرح طومسون فكرة أن المبادئ الرياضيَّة كأدوات مُشكِّلة قد تنسخ فكرة الانتقاء الطبيعي، مُظْهِرًا أصداءها في الطبيعة غير العضوية لهياكِل العالم الحيّ